# Trofeo Andrach-Mirador des Colomer 2017
La 26.ª edición del Trofeo Andrach-Mirador des Colomer se llevó a cabo del 28 de enero de 2017. Fue el tercer trofeo de la Challenge Ciclista a Mallorca 2017 y la tercera prueba del UCI Europe Tour 2017.
El trofeo fue ganado por Tim Wellens (Lotto-Soudal) que repitió triunfo después de su victoria en el Trofeo Serra de Tramuntana el día anterior. Le siguieron en el podio Alejandro Valverde y su compañero de equipo Tiesj Benoot.

## Equipos participantes
| WorldTeams (4)- Bora-Hansgrohe - Lotto-Soudal - Movistar Team - Sky Equipos continentales profesionales (6)- Caja Rural-Seguros RGA - Cofidis, Solutions Crédits - Fortuneo-Vital Concept - Gazprom-RusVelo - Novo Nordisk - Roompot-Nederlandse Loterij Equipos continentales (6)- Amore & Vita-Selle SMP-Fondriest - Bolivia - Burgos-BH - Euskadi Basque Country-Murias - Inteja-Dominican - Nice Cycling Team Equipos nacionales (3)- Alemania - España - Gran Bretaña |
| |

## Clasificación final
| \| Clasificación general \| Clasificación general \| Clasificación general \| Clasificación general \| Clasificación general \| \| Ciclista \| Ciclista \| Equipo \| Tiempo \| \| \| --------------------- \| ------------------------ \| --------------------------- \| --------------------- \| --------------------- \| \| 1.º \| Tim Wellens \| Lotto-Soudal \| 4 h 27 min 55 s \| \| \| 2.º \| Alejandro Valverde \| Movistar Team \| + 0 s \| \| \| 3.º \| Tiesj Benoot \| Lotto-Soudal \| + 0 s \| \| \| 4.º \| Louis Vervaeke \| Lotto-Soudal \| + 4 s \| \| \| 5.º \| David Belda \| Burgos-BH \| + 5 s \| \| \| 6.º \| Pieter Weening \| Roompot-Nederlandse Loterij \| + 7 s \| \| \| 7.º \| Rafał Majka \| Bora-Hansgrohe \| + 7 s \| \| \| 8.º \| Ian Boswell \| Team Sky \| + 7 s \| \| \| 9.º \| Alex Aranburu \| Caja Rural-Seguros RGA \| + 7 s \| \| \| 10.º \| Vicente García de Mateos \| España \| + 7 s \| \| |                          |                             |                 |
| |                          |                             |                 |
| Fuentes: ProCyclingStats Cycling Quotient Cycling Archives |                          |                             |                 |
| Clasificación general |                          |                             |                 |
| Ciclista | Ciclista                 | Equipo                      | Tiempo          |
| 1.º | Tim Wellens              | Lotto-Soudal                | 4 h 27 min 55 s |
| 2.º | Alejandro Valverde       | Movistar Team               | + 0 s           |
| 3.º | Tiesj Benoot             | Lotto-Soudal                | + 0 s           |
| 4.º | Louis Vervaeke           | Lotto-Soudal                | + 4 s           |
| 5.º | David Belda              | Burgos-BH                   | + 5 s           |
| 6.º | Pieter Weening           | Roompot-Nederlandse Loterij | + 7 s           |
| 7.º | Rafał Majka              | Bora-Hansgrohe              | + 7 s           |
| 8.º | Ian Boswell              | Team Sky                    | + 7 s           |
| 9.º | Alex Aranburu            | Caja Rural-Seguros RGA      | + 7 s           |
| 10.º | Vicente García de Mateos | España                      | + 7 s           |

## Clasificaciones secundarias
El resto de las clasificaciones fueron las siguientes:
- Montaña:  Mikel Bizkarra (Euskadi Basque Country-Murias)
- Metas Volantes:  Rafael Márquez (Inteja-MMR Dominican)
- Sprints Especiales:  Pedro Gregori (Bolivia)
- Combinada:  Sebastián Mora (Selección de España)
- Equipos:  (Lotto-Soudal)